# خصم الكمية
خصم الكمية هو الخصم الذي يمنحه البائع للمشتري بقصد تشجيع المشتري على الشراء بكمية كبيرة في المرة الواحدة أو خلال مدة معينة، ويعتبر خصم الكمية بالنسبة للمشتري مكسباً فيسمى خصم كمية دائن (خصم كمية مكتسب) وبالنسبة للبائع يسمى خصم كمية مدين (خصم كمية مسموح به)، وقد يكون هذا الخصم بنسبة مئوية واحدة أو بعدة نسب مئوية تزداد كلما زاد حجم الشراء وذلك لتشجيع الشراء بكميات كبيرة ويمنح هذا الخصم الكمية على حجم المشتريات خلال مدة معينة، كل شهر مثلاً أو كل سنة.